# Carlos Calderón Chico
Carlos Calderón Chico (Guayaquil, 14 de junio de 1953 - Ibidem, 4 de enero de 2013) fue un historiador, escritor, periodista, gestor cultural y bibliófilo ecuatoriano.

## Biografía
Historiador, escritor, periodista, gestor cultural y bibliófilo guayaquileño, nacido el 14 de junio de 1953. Realizó sus estudios secundarios en los colegios “13 de Abril” y “Pedro Carbo”, graduándose de bachiller en 1972. Posteriormente ingresó a la Facultad de Filosofía y Letras de la Universidad de Guayaquil, donde en 1977 obtendría su licenciatura en Literatura y Castellano.
Por varios años ejerció las cátedras de Historia y Literatura Ecuatoriana en diferentes colegios de Guayaquil, a la par que se juntaba con escritores como Jorge Velasco Mackenzie y Hugo Salazar Tamariz con quienes realizó sus primeras entrevistas y publicaciones.
Fue editor de suplementos y revistas culturales, mantuvo en el Café Galería Barricaña de Guayaquil, durante más de cuatro años (de 1990 a 1995), un programa cultural quincenal por el que pasaron más de un centenar de escritores, pintores y políticos, para debatir sobre los más diversos temas. Por sus aportes culturales fue reconocido por el Gobierno Nacional, que en octubre de 1997 le entregó la Condecoración Al Mérito Cultural de Primera Clase; dos semanas después, la Asociación de Periodistas Guayaquil lo declaró “El “Periodista del Año”.
En dos oportunidades presidió la Sociedad Ecuatoriana de Escritores, Núcleo del Guayas, y por más de trece años fue coordinador-corresponsal, en Guayaquil, de la Revista Diners. Se desempeñó como profesor de las Universidades Técnica de Babahoyo y Jefferson de Guayaquil; fue Asistente de Director e Investigador del Archivo Histórico del Guayas, formando entonces parte del Consejo Editorial de las colecciones “Guayaquil y el Río” y “Lecturas Ecuatorianas” siendo lector y presentador de las mismas. Dirigió también la revista Propuestas, de la ESPOL.
El 14 de junio de 2002, ingresó como Miembro Correspondiente a la Academia Nacional de Historia del Ecuador, con el estudio titulado “Nueva visión de la identidad cultural guayaquileña en el último medio siglo”.

## Obras destacadas
- Literatura, autores y algo más-- entrevistas. Offset Graba, 1983 - 262 p.
- Pedro Jorge Vera se confiesa: política y literatura. Fondo Editorial de la UNP, 1985 - 123 p.
- Palabras y realidades: Febres Cordero y la cultura. Universidad de Guayaquil, 1986 - 223 p.
- Jorge Enrique Adoum: entrevista en dos tiempos. En coautoría con Jorge Enrique Adoum. Editorial Universitaria, Universidad Central del Ecuador, 1988 - 93 p.
- Tres maestros: Angel F. Rojas, Adalberto Ortiz y Leopoldo Benites Vinueza se cuentan a sí mismos. Casa de la Cultura Ecuatoriana "Benjamín Carrión", Núcleo del Guayas, 1991 - 263 p.
- Homenaje: Miguel Aspiazu Carbo, Leopoldo Benítes Vinueza, Abel Romeo Castillo, Julio Estrada Ycaza, Manuel Medina Castro, Elías Muñoz Vicuña, Jorge Pérez Concha. En coautoría con José Antonio Gómez Iturralde. Archivo Histórico del Guayas, 1997 - 70 p.
- Cuarenta cuentos ecuatorianos: narrativa guayaquileña de fin de siglo. Sociedad Ecuatoriana de Escritores, Núcleo del Guayas, 1997 - 254 p.
- Medardo Angel Silva, crónicas y otros escritos. Archivo Histórico de Guayas, 1999 - 208 p. ISBN 9978722971, ISBN 9789978722978
- El libro ecuatoriano en el umbral de un nuevo siglo. C. Calderón Chico, 2000 - 74 p.
- Luis Chiriboga Parra,... Tal Como Es. 2002. 148 p. ISBN 978-9978-42-473-5
- Homenaje a Jorge Carrera Andrade. C. Calderón Chico - Casa de la Cultura del Guayas. Guayaquil, 2002 - 49 p.
- "No me importa el juicio de la historia": (conversaciones con Carlos Julio Arosemena). En coautoría con Carlos Julio Arosemena Monroy. Planeta, 2003 - 290 p. ISBN 997898321X, ISBN 9789978983218
- Pensamiento crítico. En coautoría con Leopoldo Benites Vinueza. Universidad Alfredo Pérez Guerrero, 2006 - 193 p. ISBN 9978340076, ISBN 9789978340073
- Pensamiento socialista. En coautoría con Leopoldo Benites Vinueza. Ediciones La Tierra, 2008 - 201 p. ISBN 9978320415, ISBN 9789978320419
- Guayaquil universal, entre la literatura y la historia. Libresa, 2009 - 359 p. ISBN 9978493484, ISBN 9789978493489
- Conversaciones con Alfredo Pareja Diezcanseco. En coautoría con Alfredo Pareja Diezcanseco. Paradiso Editores, 2008 - 173 p. ISBN 9978230424, ISBN 9789978230428

## Homenajes
- En Guayaquil existe una escuela de educación básica fiscal que lleva su nombre.[7]
- En Durán, también con su nombre, existe una escuela de educación básica fiscal.[8]